# Lagunas del Tero
Las Lagunas del Tero es un conjunto de lagunas salobres endorreicas, que se encuentra en la Patagonia Argentina, en el departamento Güer Aike de la provincia de Santa Cruz.
Se encuentran en la meseta semidesértica de la Patagonia, a unos 35 km al norte de la confluencia del río Coig y su afluente el río Pelque, en la zona que bordea el margen izquierdo o este de este último. Algunos de estos lagos, como el Lago Figueroa, es de muy fácil acceso, ya que se encuentran a poca distancia al este de Ruta provincial 5 que une Río Gallegos con El Calafate.

## Lagunas principales
- Laguna Figueroa
- Laguna del Oro
- Laguna Las Acollaradas
- Laguna Pedro
- Laguna Ignacio

En la misma zona se encuentran los Bañados o pantanos del Río Pelque.

## Fauna
Las Lagunas del Tero se caracterizan por su diversidad biológica. Se puede ver al cauquén común (Chloephaga picta), el cisne de cuello negro (Cygnus melancoryphus), porrón moñudo (Lophonetta specularioides), el pato pico cuchara (Anas platalea), el pato Chiloé (Anas sibilatrix), el flamenco chileno (Phoenicopterus chilensis), la mitra lavanco (Podiceps gallardoi), el correlimos culiblanco (Calidris fuscicollis), y otras especies de aves acuáticas endémicas y migratorias.
También hay varias especies de paseriformes como el trile (Agelaius thilius), la ratona de ciénaga (Cistothorus platensis) y la rosella tirano (Tachuris rubrigastra).